# Mavroudís Vorídis
Mavroudís Vorídis, dit Mákis Vorídis (en grec moderne : Μαυρουδής Βορίδης ou Μάκης Βορίδης), né le 23 août 1964 à Athènes, est un homme politique grec membre d'Alerte populaire orthodoxe (LAOS) puis de Nouvelle Démocratie (ND).

## Biographie
Initialement membre de l'Union politique nationale (EPEN), il fonde en 1994 le Front hellénique (el) (EM), puis rejoint en 2005 l'Alerte populaire orthodoxe (LAOS), tous ces partis se situant à l'extrême droite du spectre politique grec. Proche de l’extrême droite française, il a pour témoin lors de son mariage Carl Lang, tandis que Jean-Marie Le Pen est l’invité d’honneur.
Durant ses études universitaires, il se fait surnommer la Hache, en référence à l’arme avec laquelle il menaçait les étudiants communistes.
Lors des élections législatives anticipées du 19 septembre 2007, il est élu député de l'Attique au Parlement. À partir des élections législatives du 7 juillet 2019, il représente la circonscription de l'Attique orientale.
Il devient ministre des Infrastructures, des Transports et des Réseaux dans le gouvernement d'union nationale de Loukás Papadímos le 11 novembre 2011, étant la première personnalité d'extrême droite à siéger au sein de l'exécutif grec depuis la chute de la dictature des colonels. Quand LAOS décide de se retirer de la coalition au pouvoir en février 2012, il quitte le parti et adhère à la Nouvelle Démocratie (ND), conservant ainsi ses fonctions ministérielles.
Il est ensuite ministre de la Santé entre le 9 juin 2014 et le 27 janvier 2015 dans le gouvernement de coalition d'Antónis Samarás. Le 9 juillet 2019, le nouveau Premier ministre Kyriákos Mitsotákis le choisit comme ministre du Développement rural et de l'Alimentation. Il est ensuite nommé ministre de l'Intérieur en janvier 2021.